# Iva Jovic
Iva Jovic (serbisk: Ива Јовић, Iva Jović; født 6. december 2007) er en professionel tennisspiller fra USA.